# Благовещенский сельсовет (Новосибирская область)
Благовещенский сельсовет — сельское поселение в Купинском районе Новосибирской области Российской Федерации.
Административный центр — деревня Благовещенка.

## История
Статус и границы сельского поселения установлены Законом Новосибирской области от 2 июня 2004 года № 200-ОЗ «О статусе и границах муниципальных образований Новосибирской области»

## Население
| 2002 | 2010 | 2012 | 2013 | 2014 | 2015 | 2016 |
| ---- | ---- | ---- | ---- | ---- | ---- | ---- |
| 831  | ↘580 | ↘557 | ↘542 | ↘515 | ↘507 | ↘496 |
| 2017 | 2018 | 2019 | 2020 | 2021 |      |      |
| ↘480 | ↘459 | ↘444 | ↘426 | ↘406 |      |      |

## Состав сельского поселения
| № | Населённый пункт | Тип населённого пункта          | Население |
| - | ---------------- | ------------------------------- | --------- |
| 1 | Благовещенка     | деревня, административный центр | ↘467      |
| 2 | Петропавловка    | деревня                         | ↘112      |
| 3 | Селиваново       | деревня                         | ↘1        |